# Saint-Jean-de-Maurienne
Saint-Jean-de-Maurienne je francouzská obec v departementu Savojsko v regionu Auvergne-Rhône-Alpes. V roce 2010 zde žilo 8 242 obyvatel. Je centrem arrondissementu Saint-Jean-de-Maurienne.